# اولن‌نیتز/ارتسگبیرگه
شهر اولن‌نیتز/ارتسگبیرگه (به آلمانی: Oelsnitz/Erzgeb.) در ایالت زاکسن در کشور آلمان واقع شده‌است.